# Quem quaeritis?

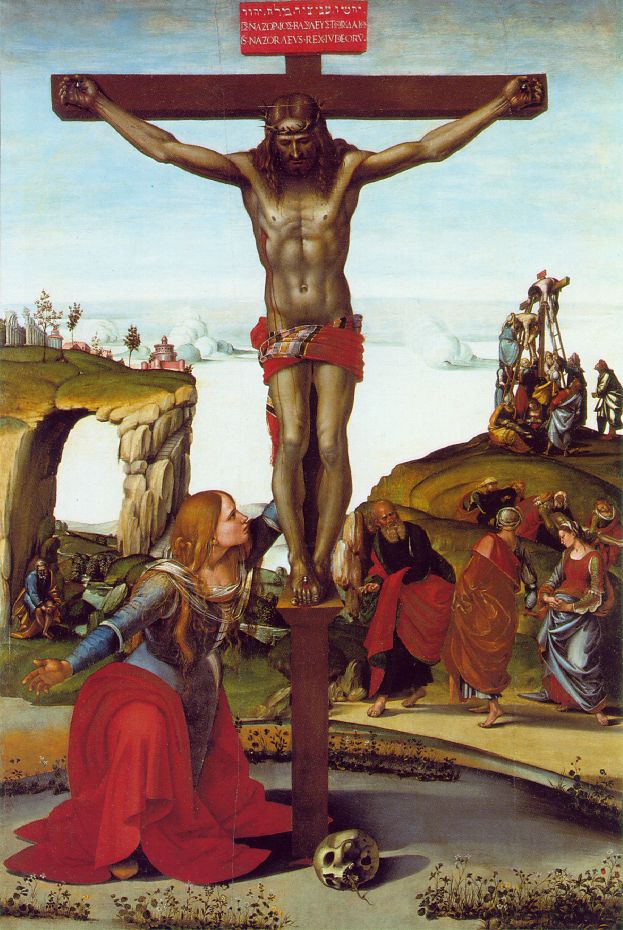
Crist crucificat amb Maria Magdalena

Quem quaeritis? (en llatí 'Qui busqueu?') fa referència a quatre frases de la litúrgia medieval de la Pasqua que van proporcionar el nucli del drama litúrgic europeu més antic que es coneix, anomenat simplement Quem quaeritis? o també Visitatio sepulchri. Va ser introduït a la litúrgia al segle x, com un nou tipus de cerimònia litúrgica. Aquestes quatre frases són les següents:
| « | Interrogatio: Quem quaeritis in sepulchro, o Christicolae? Responsio: Jesum Nazarenum crucifixum, o caelicolae. Angeli: Non est hic; surrexit, sicut praedixerat. Ite, nuntiate quia surrexit de sepulchro | » |

Traducció al català:
| « | Pregunta: Qui busqueu dins el sepulcre, oh cristians? Resposta: Jesús Natzarè crucificat, oh celícoles. Àngels: No és aquí; ha ressuscitat, tal com va predir. Aneu i anuncieu que s'ha aixecat del sepulcre. | » |

Aquestes línies van seguides d'un cor d'al·leluies.
El Quem quaeritis? és un intercanvi d'una pregunta, una resposta i un mandat que s'estableix entre els àngels de la tomba de Crist i les anomenades Tres Maries: Maria, la mare de Jesús; Maria Magdalena, i Maria, la germana de Llàtzer. L'expressió Quem quaeritis? no es troba literalment als evangelis canònics. La més aproximada és la formulació de l'evangeli de Lluc, 24, on hi és implícita: «Per què busqueu entre els morts aquell qui viu? No és aquí: ha ressuscitat». Sí que es troba, però, en un dels Evangelis apòcrifs, el de Pere:
| « | I, havent arribat al sepulcre, el van trobar obert. I, acostant-s'hi i baixant a mirar, veieren, assegut enmig del sepulcre, un jovencell bonic i vestit amb una roba molt brillant, que els digué: «Per què heu vingut? Qui busqueu? El crucificat? Ha ressuscitat i se n'ha anat. I, si no us ho creieu, mireu i veureu que no ja no és al lloc en què el posaren. Perquè s'ha aixecat entre els morts i se n'ha anat cap a la mansió des d'on havia estat enviat». Aleshores les dones, espantades, van fugir. | » |

Als evangelis canònics, les dones associades a aquest esdeveniment són, entre d'altres, Maria Magdalena; Joana, la dona de Cuza, i Maria Salomé, la mare de Jaume el Menor. Tot i ser tan curt, aquest bloc de text va donar lloc més endavant a un gran cos de textos dramàtics medievals i va evolucionar en diferents gèneres, com el drama litúrgic i els misteris.
Una de les fonts més primerenques i amb música del drama litúrgic de la Visitatio sepulchri, també conegut com de De tribus Mariis (de Les tres Maries), és el Tropari de Vic (Vic, Arxiu i Biblioteca Episcopal, ms. 105, CXI).